# スワイダー
座標: 北緯32度42分 東経36度34分 / 北緯32.700度 東経36.567度
スワイダー（スウェイダー、As Suwayda、Sweida、 アラビア語: السويداء）は、シリア（シリア・アラブ共和国）南西部の都市でスワイダー県の県都。ヨルダン国境に近い内陸の街で、住民の多くはドゥルーズ派を信仰している。スワイダー県はシリアで最も南にある県で、南をヨルダンに、西はダルアー県（ダラー県、Daraa）に、北と東はダマスカス郊外県に接している。
人口は2002年現在でおよそ87,000人と見積もられている。主な宗教はドゥルーズ派だが、少数派の中では正教会が多い。

## 歴史
街はナバテア王国により建設されスアダ（Suada）の名で呼ばれた。149年、ローマ帝国は街をディオニシアス（Dionysias）と改名した。ナバテアはすでにローマに破れ南に退き、ナバテアの文化的影響も翳り、コイレ・シリア（Coele-Syria、シリア地方南部一帯の名称）のヘレニズム化が進んでいたことが背景にある。
スワイダー付近は古くからブドウ園が広がりワイン生産で名高かったことから、街の名もワインの神ディオニューソスの名にちなむものになった。コンモドゥス帝の時代（180年から185年）には都市（civitas）としての権利を得た。ディオニューソスはナバテア時代にデュシャラ神（Dushara）を祭っていたのと同じ神殿で祭られたが、ギリシャの神と地元の神の信仰を結びつけることはヘレニズム文化の時代のシリアでは良くあることであった。
ディオニシアスという名前は東ローマ帝国の時代にも使われた。キリスト教系アラブ人のガッサーン朝の影響下におかれた時代、ディオニシアスはボスラ属司教の教区であった。
2024年12月、シリア内戦の過程で反政府軍が攻勢に転じてシリア北部の都市を掌握。スワイダーでも呼応する動きがあり、武装勢力が市内の検問所を占拠した。
2025年7月、市内でドルーズ派とスンニ派の衝突が発生。同月15日にシリア軍が市内に展開すると、ドルーズ派を後押しするイスラエルが反発。翌16日、イスラエル軍がダマスカス市内を空爆する契機となった。

## 遺跡
スワイダーはナバテア、ギリシャ、ローマ、東ローマなど複数の文化の遺跡が発掘されているが、ヘレニズム文化の影響を受けてつくられたアゴラが特筆すべきものである。ディオニューソス神とデュシャラ神の神殿は、八本の石柱がまだ残っている。
また6世紀に遡る東ローマ様式の大きなバシリカ（教会堂）は聖セルジウス（Sergius）に捧げられたものと考えられる。小さな教会の廃墟もあるが、ブドウのモチーフの彫られたアーチが残り、地元ではアル＝マシュナカ（Al Mashnaqa）と呼ばれる。
ローマ時代に遡る住居も多く残り、住民が実際に住んでいる。円錐形の池やローマ劇場、アンフィテアトルム（円形劇場）などローマ時代の大きな遺構は、近年になってアゴラの南から発掘されまだ一部は土の中にある。

## ギャラリー

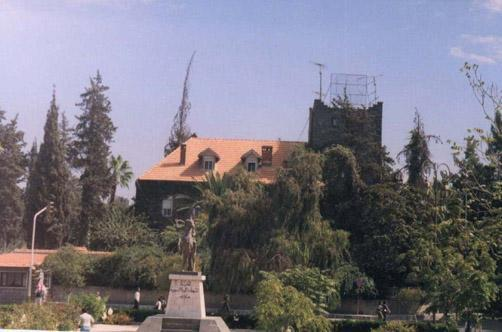
スワイダーの町の広場
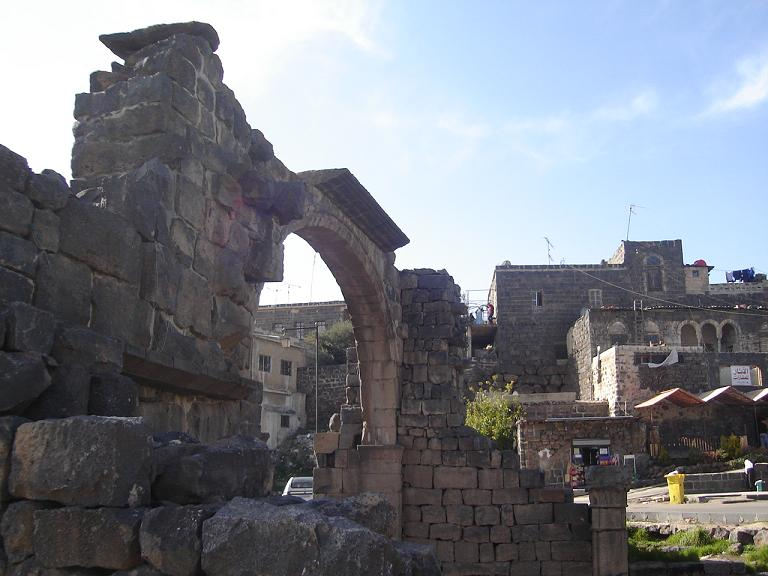
スワイダーの教会跡のアーチ